# ウォーキング・トゥ・ニューオーリンズ
ウォーキング・トゥ・ニューオーリンズ (Walking To New Orleans)は、ボビー・チャールズが作詞・作曲しファッツ・ドミノがレコーディングした1960年の楽曲。この曲はインペリアル・レコードよりシングル・リリースされ、ビルボードポップ・チャート6位、R&Bチャートの2位を記録した。

## 概要
ドミノは、チャールズにとって憧れの存在であった。ドミノはこれ以前にチャールズの楽曲「ビフォア・アイ・グロウ・トゥー・オールド」をレコーディングしていた。ドミノがツアーでラファイエット公演を行なった際、チャールズを楽屋に招き入れたものの、チャールズにプレゼントするための新しいレコードを持ち合わせていなかった。彼はチャールズにニューオーリンズの自宅を訪問するよう招待し、チャールズはそれに対し「僕は車を持っていません。もし行くのであれば歩かねばなりません」と答えた。そのときの自らのコメントがチャールズの心に残り、彼はこの曲をドミノのために15分で書き上げたのだった。
チャールズがドミノの招待を受けてニューオーリンズに到着した際、チャールズはドミノのために「ウォーキング・トゥ・ニューオーリンズ」を歌った。ドミノは曲を聴いて気に入り、彼のヒット曲「エイント・ザット・ア・シェイム」の歌詞の一部を引用するなど、いくつかの改変を加えた。デイヴ・バーソロミューはバック・バンドの編曲を行ない、ドミノとバーソロミュー、バック・バンドがコズィモ・マタッサのスタジオでレコーディングを行なった。
レコーディング終了後、バーソロミューはニューオーリンズ交響楽団の弦楽隊をオーバーダブすることを決断した。ロックンロールの初期の楽曲では、クラシックのストリングスを加えることは一般的ではなかった。バーソロミューがストリングスを加えた新しいバージョンを聴かせた際、ドミノは驚いたもののその甘く哀愁に満ちたサウンドに心が温まった。ストリングスの編曲は、コズィモのスタジオで知られたトロンボーン奏者のミルトン・ブッシュが担当した。ブッシュはドミノの目前で10分で編曲を完成させた。彼は基本的に歌の一つ前のフレーズをストリングスで追う形の編曲をした。編曲が完成した際、ドミノはブッシュに費用をいくらほしいのか聞いたところ、ブッシュは1分当たり1ドルでいいので、10分だから10ドルだと答えた。この曲は、2百万枚を売り上げるヒットとなった。

### 日本盤のリリース
日本では1960年12月に「ニューオーリンズに帰ろう」の邦題が付けられ、シングル・リリースとなった。

## チャート
| チャート (1960年)                    | 最高位 |
| ------------------------------------ | ------ |
| ベルギー (Ultratop 50 Wallonia)      | 49     |
| オランダ (Single Top 100)            | 15     |
| ノルウェー (VG-lista)                | 9      |
| UK シングルス (OCC)                  | 19     |
| US Billboard Hot 100                 | 6      |
| US Hot R&B/Hip-Hop Songs (Billboard) | 2      |

## 参加ミュージシャン
- ファッツ・ドミノ Fats Domino - ヴォーカル、ピアノ
- ロイ・モントレル Roy Montrell - ギター
- コーネリアス・"テヌー"・コールマン Cornelius "Tenoo" Coleman - ドラムス
- ロバート・"バディ"・ヘイガンズ Robert "Buddy" Hagans - テナー・サックス
- クラレンス・フォード Clarence Ford - バリトン・サックス
- ニューオーリンズ交響楽団 New Orleans Symphony Orchestra - ストリングス
- ミルトン・ブッシュ Milton Bush - ストリングス編曲

## カバー・バージョン
ブレンダ・リー、ニール・ヤングらがこの曲をカバーしている。ボビー・チャールズ自身によるバージョンは1990年になってから、ポニー・キャニオンからリリースとなった日本盤コンピレーション・アルバム『Louisiana Days』でリリースされている。
主なカバー・バージョン
| 年     | アーティスト名                                                   | 収録アルバム                              |
| ------ | ---------------------------------------------------------------- | ----------------------------------------- |
| 1960年 | ブレンダ・リー                                                   | 『This Is Brenda』                        |
| 1965年 | ジミー・グリフィン                                               | シングル・リリース                        |
| 1979年 | ジェフ・マルダー                                                 | 『Blues Boy』                             |
| 1985年 | バックウィート・ザディコ                                         | 『Waitin’ For My Ya Ya』                  |
| 1995年 | ロッキン・ドゥプシー・Jr.＆ザ・ザディコ・トゥウィスターズ        | 『Feet Don't Fail Me Now』                |
| 2006年 | ザ・ニューオーリンズ・ソシアル・クラブ・ウィズ・ドクター・ジョン | 『Sing Me Back Home』                     |
| 2007年 | ニール・ヤング                                                   | 『Goin' Home - A Tribute to Fats Domino』 |
| 2013年 | ジーン・テイラー                                                 | 『Roadhouse Memories』                    |